# Drapeau de Montserrat

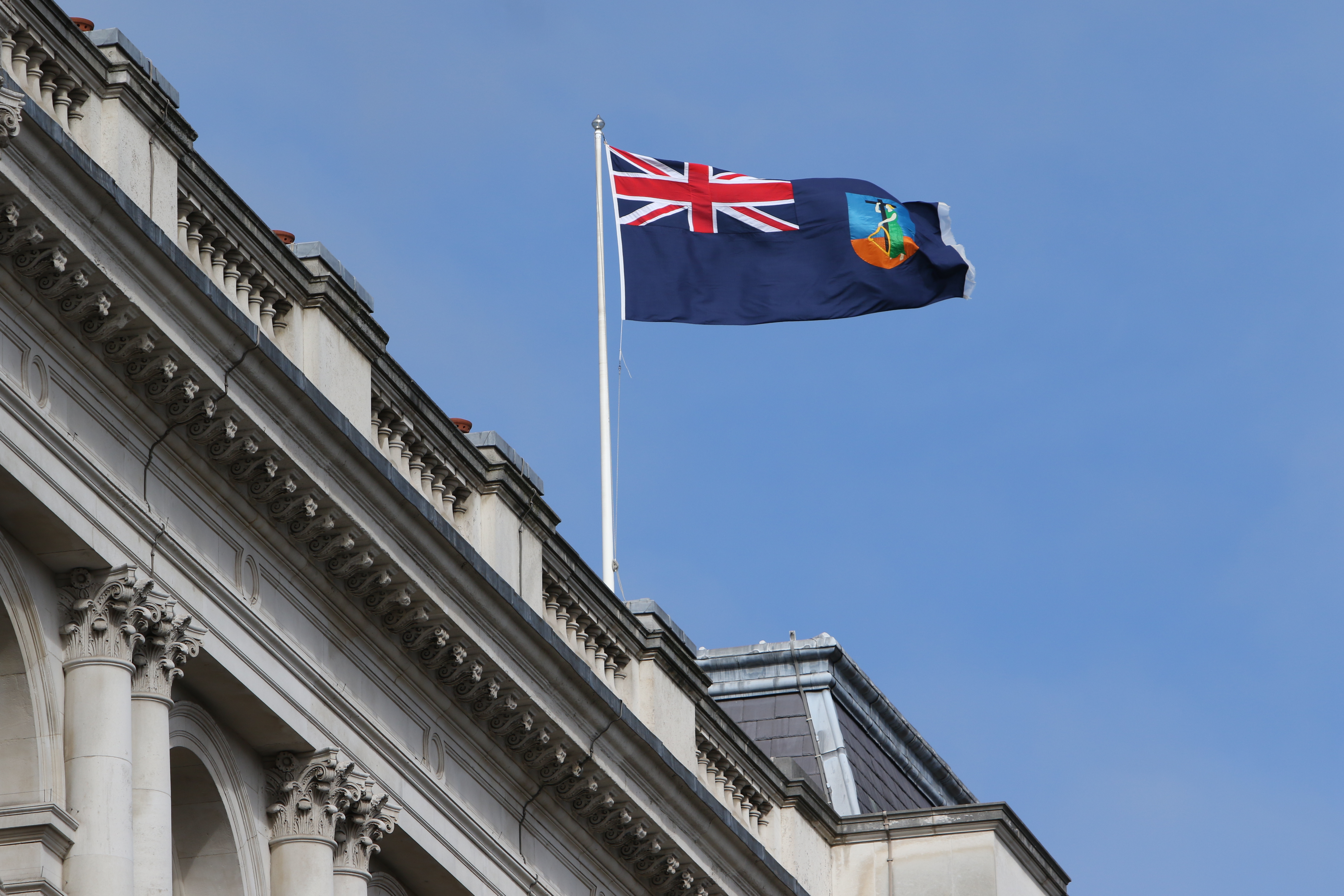
Drapeau au vent

Le drapeau de Montserrat, île des Antilles dépendante du Royaume-Uni, est composé du Blue Ensign flanqué du blason du territoire.
Ce blason représente Ériu, princesse divine de l'Irlande (d'où l'origine du nom Éire). Elle tient une harpe de la main gauche alors qu'elle enserre de l'autre une croix. En effet, l'île a accueilli vers 1632 de nombreux irlandais catholiques fuyant Saint-Christophe-et-Niévès, plutôt protestante.
Entre 1960 et 1999, le blason était inscrit dans un disque blanc avec une lègère variation de couleur. C'est le 25 janvier 1999 qu'officiellement le blason fut directement intégré au drapeau. En effet, le ministère de la Défense trouvait qu'il était difficile de distinguer les drapeaux des différentes dépendances anglaises. Il décida alors de supprimer les disques des drapeaux de Montserrat, Malouines et îles Caïmans en augmentant également la taille des blasons.